# Egyházasrádóc

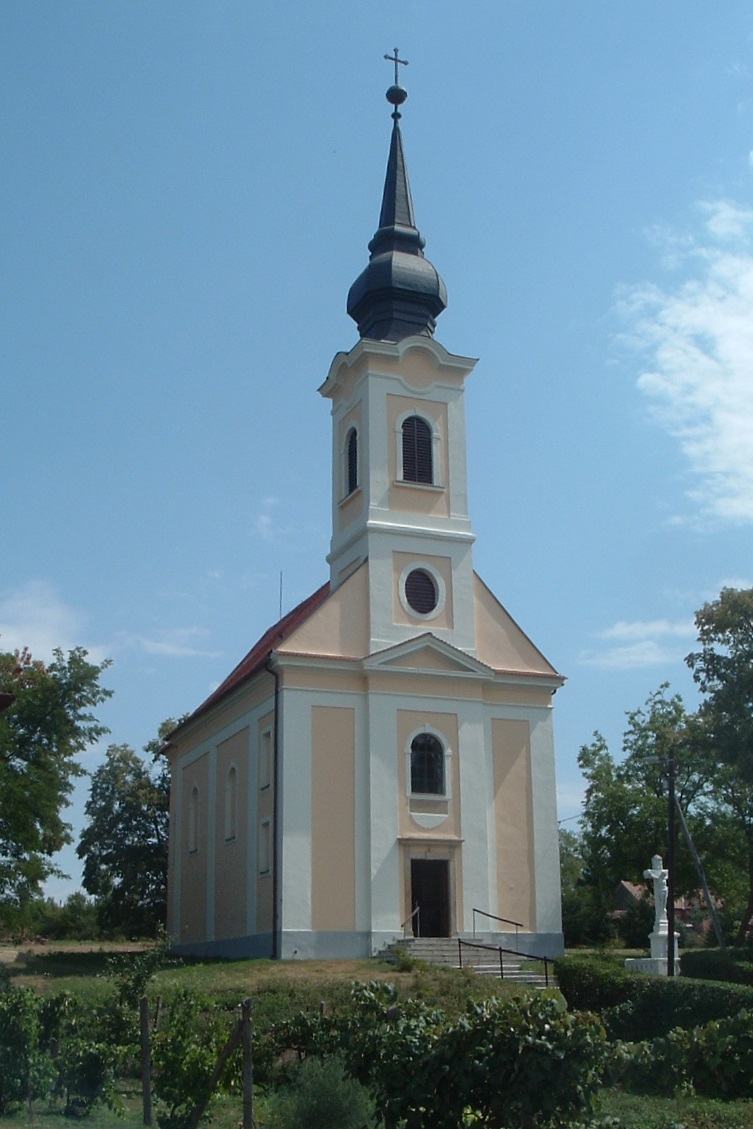
A katolikus templom

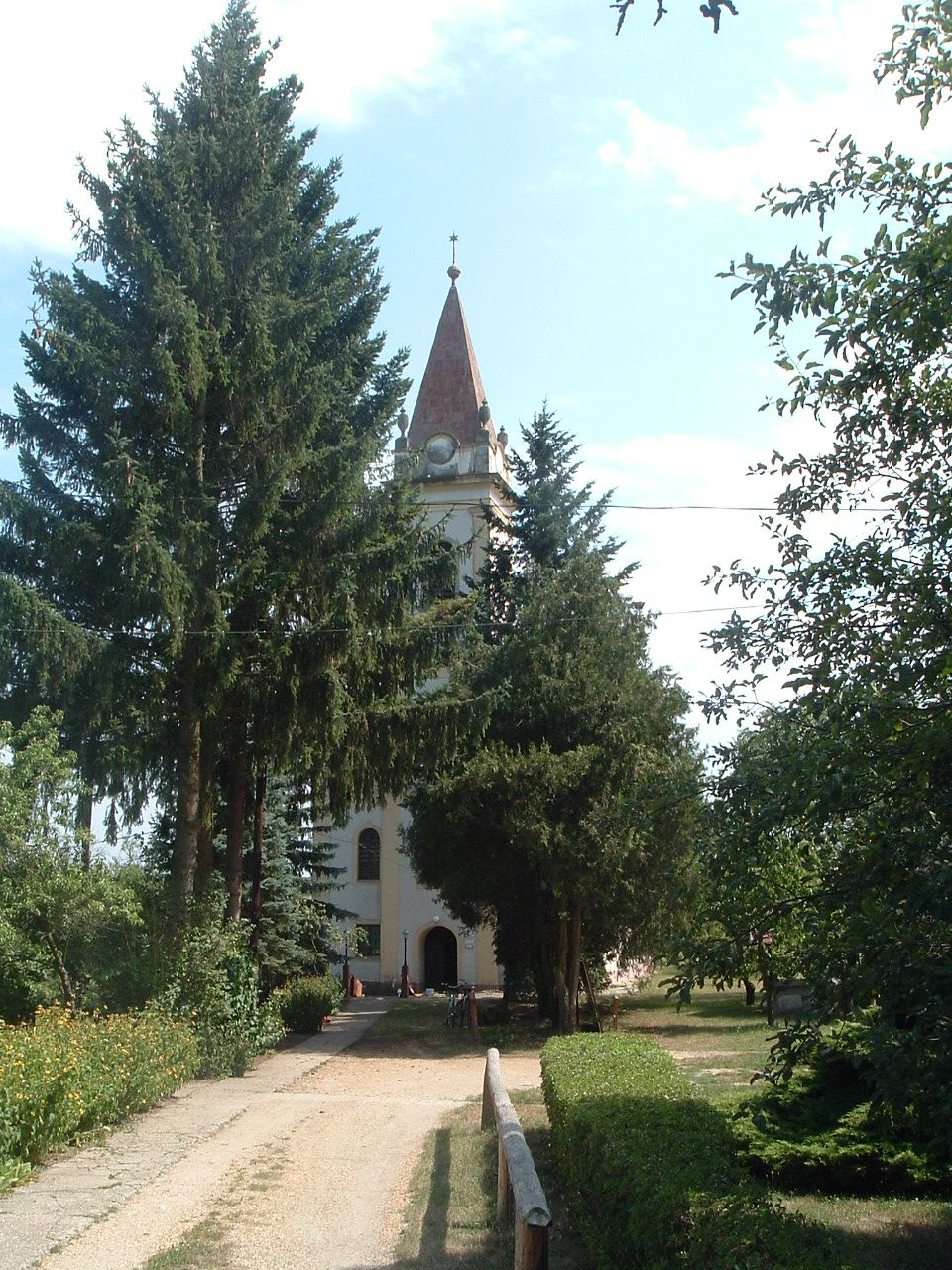
A református templom

Egyházasrádóc község Vas vármegyében, a Körmendi járásban. Három, korábban önálló község, Kissároslak, Egyházasrádóc és Rádóckisújfalu egyesítésével jött létre.

## Fekvése
Körmendtől 8 kilométerre északra fekszik. Településrészei közül Rádóckisújfalu szinte összeér a tőle nyugatra fekvő Rádóckölkeddel, a történelmi Egyházasrádócot és a legkeletibb fekvésű községrészt, Kissároslakot pedig a Szombathely–Szentgotthárd-vasútvonal választja el egymástól.
A szomszédos települések: észak felől Kisunyom, északkelet felől Sorokpolány, kelet felől Nemesrempehollós, délkelet felől Molnaszecsőd, nyugat felől Rádóckölked, északnyugat felől pedig Ják. Dél felől a két legközelebbi település Körmend városa, illetve Magyarszecsőd, de közigazgatási területe egyikével sem határos, mert elválasztja azoktól egy Rádóckölkedhez tartozó keskeny földsáv.

### Megközelítése
A településen végighalad, dél-északi irányban a 86-os főút, ez a legfontosabb közúti megközelítési útvonala. Keleti szomszédaival a 8706-os, a tőle nyugatra fekvő településekkel a 8709-es és 8722-es utak kötik össze.
A hazai vasútvonalak közül a települést a Szombathely–Szentgotthárd-vasútvonal érinti, melynek egy megállási pontja van itt. Egyházasrádóc vasútállomás a belterület északi részén helyezkedik el, közúti elérését a 8706-os és 8722-es utak találkozásától kiágazó 87 311-es számú mellékút biztosítja.

## Története
A község és egyháza első okleveles említése 1221-ből származik Ecclesia S. Georgii de Radocz alakban. Neve valószínűleg a szláv Radovac személynévből való. Nevének előtagját Árpád kori templomáról kapta, megkülönböztetésül a hasonló nevű Kis- és Pusztarádóc falvaktól. Az előtag templommal rendelkező helyre vonatkozik. 1238-ban Terra nobilium de Raduzt, 1262-ben Radoch, 1422-ben Raduch, 1449-ben Radocz alakban szerepel az írott forrásokban. Köznemesi község volt.
1471-ben Mátyás király a településen birtokot adományozott a Nádasdy családnak. A későbbiekben kiemelkedő földbirtokos család lett Kissároslakban a Rosner család.
Vályi András szerint „Egyházas Radócz, Puszta Radócz. Két elegyes magyar falu Vas Vármegyében, Egyházas Radócznak földes Ura Körméndy, és más Uraságok; Puszta Radócznak pedig Gróf Nádasdy Uraság. Kis Sároslak, és Német Sároslak. Két falu Vas Várm. földes Urok Gr. Batthyáni Uraság, lakosaik katolikusok, fekszik Német Sároslak, Pinka vizének szomszédságában, Körméndhez másfél mértföldnyire; Kis Sároslak pedig E. Radóczhoz nem meszsze, és annak filiája; határbéli földgyeik termékenyek, réttyeik jók, fájok is van.”
Fényes Elek szerint „Egyházas-Radócz, magyar falu, Vas vgyében, ut. p. Körmendhez 1 óra, 198 kath., 260 ref., 10 zsidó lak., kath. és ref. anyatemplomokkal. Róna határa bőtermékenységű. Birják b. Mikos, Karcsay, h. Batthyáni, s m. Radócz-Ujfalu, magyar falu, Vas vmegyében, 100 kath., 50 ref. lak. Többeké. Ut. p. Körmend. Kis-Sároslak, magyar falu, Vas vgyében, 68 kath., 72 ref. lak. F. u. Szegedy, b. Mikos, s többen. Körmendhez 1 óra.”
Vas vármegye monográfiája szerint „Egyházas-Radócz, magyar község, 129 házzal és 790 r. kath. és ev. ref. lakossal. A gráczi vasut megálló helye. Posta és távíró a községben van. Körjegyzőségi és körorvosi székhely. Régi nemesi község; egyetlen földesura volt: báró Mikos János, azonban ennek is mindössze csak 6 jobbágya volt itt. A Dese-család ősi fészke. Ev. ref. egyháza a XVII. században keletkezett, a mostani templom 1787-ben épűlt. Kath. temploma is régi."

"Kis-Sároslak, magyar község a gráczi vasútvonal mentén. Van 41 háza és 324 r. kath. és ev. ref. lakosa. Postája Egyházas-Radócz, távírója Körmend. A báró Roszner-családnak itt két kastélya van; az egyik régi, a másik 1894-ben épült.”

„Rádócz-Kis-Ujfalu, magyar község, 35 házzal és 223 r. kath. és ev. ref. lakossal. Postája Egyházas-Rádócz, távírója Körmend. A község a gráczi vasút mentén fekszik."

### A község felvirágzása
A reformátusok templomot 1783-86-ban emeltek. A református iskolaház és szolgálati lakás a torony nélküli templomtól délre épült meg 1785-ben. 1849-ben Leitner András körmendi házépítő mestert kérték fel az iskola tervrajzainak elkészítésére. 1850-es évben felépítették és tetejét zsúpkévével befedték. Katolikus részről az első iskolaépületet Széplaky János plébános építtette meg saját költségén az 1757-től 1768-ig tartó ittléte során. 1839-ben báró Mikos János ajándékozott telket a róm. kat. egyháznak iskola és kántortanítói lakás céljára a Posta-úttól északra, melyet az egyházközség átalakíttatott és cserépzsindellyel fedetett be.
1885. december 12-én tűzvész pusztított Rádóckisújfalun. A tűzesetről a presbiteri jegyzők II. kötete így vall: „A tűz a tiszteletes úr pajtájában gyulladt ki és a nagy szélben attól délnyugatra minden zsuppos épület a lángok martaléka lett. Elégett 21 lakóház és sok gazdasági épület, köztük a lelkész két istállója, pajtája, óljai és az iskolás gyerekek árnyékszéke.” A tűzvész első évfordulóján megalakult a Rádóc-vidéki Tűzoltó Egylet.
A falu gazdasági és kulturális fejlődésének egyre bővülő távlatokat biztosított a Szombathely-Graz vasútvonal megnyitása 1872-ben. Először egy őrházat építettek, majd 1909-ben a növekvő személy- és teheráru-forgalom következtében vasútállomását.
1894-ben mind Sároslak, mind Kisújfalu önálló igazgatású, függetlenül gazdálkodó egység volt külön bíróval és pecsétnyomóval. 1898-ban már körorvosi székhely volt Rádóc. 1905-ben a római katolikus egyházközösség a régi házat lebontotva kéttantermes iskolát épített.
1910-ben Egyházasrádócnak 802, Kissároslaknak 435, Rádócújfalunak 221, túlnyomóan magyar lakosa volt. 1915. szeptember 25-én ismét nagy tűzvész pusztított a faluban, mely úgy keletkezett, hogy Rosenhal Sándor kertje végében egy őrzőgyerek a szalmakazlat játékból fölgyújtotta és húsz ház, és sok gazdasági épület esett áldozatul.
Az első világháborúban az akkori három falurészből összesen 466-an vettek részt, közülük 49-en hősi halált haltak.
Az 1931. év folyamán megnyitotta Komáromy Gyula sajátjogú gyógyszertárát.
Az 1934. augusztus 13-án tartott sároslaki képviselő-testületi ülésen újból szőnyegre került Sároslak egyesítése Rádóccal, mert itt voltak az iskolák, boltok, templomok, posta, körorvos, gyógyszertár, vasútállomás, körjegyzőség stb. Ugyanerre az álláspontra helyezkedett Kisújfalu képviselő-testülete is. 1936. szeptember 15-i ülés eredményeként egyhangúlag kimondták Sároslak és Kisújfalu egyesítését Egyházasrádóccal. Az egyesített falu lakosainak száma 1700 főre emelkedett. Németh Vince lett az egyesített község bírója, Czoboly István pedig a körjegyző. Az egyesített képviselői testület 1936 decemberében elhatározta körjegyzői iroda megépítését, és az építkezést 1937. év végére be is fejezték. Bor György kérése alapján a képviselő-testület engedélyezte, hogy Kissároslak közterén Bor György és felesége, Bencze Margit saját költségükön kápolnát építessenek a tűzoltószertár mellett. 1937-ben a sároslaki búcsú során a kápolnát fel is szentelték.

### A II. világháborút követően
Egyházasrádócra a szovjet katonák 1945. március 31-én jöttek be. A második világháborúban való részvétel 38 főnyi áldozatot követelt. A Nemzeti Bizottság 1945 tavaszától elvégezte a földreformot. A rászoruló igénylők között szétosztásra került a Démy Gerő-féle 600 holdnyi birtoktestből 510 hold. 1948 szeptemberében a felekezeti iskolákat egyesítették, és állami intézményként folytatták az oktató-nevelő munkát. Az első termelőszerkezeti csoport 1950-ben, a második 1951-ben alakult meg. 1954-ben a községet bekapcsolták az országos villanyhálózatba. 1954. október 10-én vette birtokba a falu a kultúrházat, mellyel hajlékot kapott a színjátszás, a mozi és az 1952-ben létrehozott községi könyvtár. 1957-ben szerény keretek között megépült a tűzoltószertár, mert eddig Sároslakon volt csak e célra alkalmas építmény. 1959-ben három termelőszövetkezeti csoport is alakult, melyek 1960-ban Új Élet MTsz név alatt egyesültek. 1960-ban befejeződött a falun áthaladó 86-os főút aszfaltborítása. 1961. szeptember 1-jével új emeletes iskola nyitotta meg kapuit. 1962-ben szolgálati lakással egybeépített új postahivatal kezdte meg működését. A falu járdáinak kiépítése 1962-1972 között tartott. 1965-ben átépült és bővült a kultúrotthon. 1967-ben megépült a takarékszövetkezet és Nemesrempehollós felé a közutat portalanították, aszfaltozták. 1969-ben megépült az új orvosi rendelő, melynek emeletén két szolgálati lakás került kialakításra. 1970-ben ravatalozó épült és kialakult a temető végleges rendje. 1973-74-ben megtörtént a közvilágítás teljes rekonstrukciója. 1977-ben a háromszintű korszerű körzeti iskolát vették használatba. 1978-ban az egyedi stílusjegyeket képviselő óvoda épült meg az iskola tőszomszédságában. Ekkor újabb oktatási épület, a háromszintes iskola kezdte meg működését. 1982-ben buszváró létesült a temető sarkánál, a vasúti sorompó közelében pedig buszmegálló és várakozó helyiség. Ebben az évben történt Kisrádóc utcájának portalanítása. 1999-ben került átadásra a községi gázvezeték hálózat.

## Közélete

### Polgármesterei
- 1990–1994: Darvas Sándorné (független)[8]
- 1994–1998: Darvas Sándorné (független)[9]
- 1998–2002: Kádi Gergely (független)[10]
- 2002–2006: Sőre Zoltán (Fidesz)[11]
- 2006–2010: Sőre Zoltán (Fidesz-KDNP)[12]
- 2010–2014: Sőre Zoltán (Fidesz-KDNP)[13]
- 2014–2019: Szvoboda Tamás (független)[14]
- 2019–2020: Tóth Szilárd (Fidesz-KDNP)[15]
- 2020–2024: Derks Wilhelmus Josephus (független)[16]
- 2024– : Derks Wilhelmus Josephus (független)[1]

A településen 2020 második felében időközi polgármester-választást kellett tartani, mert az előző polgármester 2020. május 6-án, indoklás nélkül – más forrás szerint egészségügyi okokból – lemondott posztjáról. Az emiatt szükségessé vált időközi választás időpontját a koronavírus-járvány kapcsán életbe léptetett veszélyhelyzeti korlátozások miatt nem lehetett egyből kitűzni, erre csak azok feloldását követően, júniusban nyílt lehetőség, akkor pedig szeptember 13-i időpontot határoztak meg. A lemondás időpontjától az időközi választás napjáig a falu vezetésével kapcsolatos teendőket ügyvivőként az alpolgármester, Nagy Sándor látta el. Az időközi választás négy jelöltje között két korábbi polgármester, Sőre Zoltán és Szvoboda Tamás is szerepelt (mindkettő függetlenként), de a győzelmet egy harmadik induló szerezte meg.

## Népesség
A település népességének változása:
| Lakosok száma | 1315 | 1295 | 1267 | 1273 | 1311 | 1281 | 1293 |
|               | 2013 | 2014 | 2017 | 2021 | 2022 | 2023 | 2024 |

A 2011-es népszámlálás során a lakosok 81,5%-a magyarnak, 1,1% németnek, 0,4% horvátnak, 0,2% románnak mondta magát (18,2% nem nyilatkozott; a kettős identitások miatt a végösszeg nagyobb lehet 100%-nál). A vallási megoszlás a következő volt: római katolikus 56,4%, református 18,4%, evangélikus 1,9%, felekezet nélküli 1,9% (20,4% nem nyilatkozott).
2022-ben a lakosság 95,7%-a vallotta magát magyarnak, 1,6% németnek, 0,5% cigánynak, 0,3% horvátnak, 0,2% szlovénnek, 0,1-0,1% lengyelnek és örménynek, 2,1% egyéb, nem hazai nemzetiségűnek (4% nem nyilatkozott; a kettős identitások miatt a végösszeg nagyobb lehet 100%-nál). Vallásuk szerint 51,9% volt római katolikus, 14,7% református, 1,8% evangélikus, 0,2% görög katolikus, 0,2% egyéb keresztény, 1,4% egyéb katolikus, 3,7% felekezeten kívüli (25,9% nem válaszolt).

## Nevezetességei
- Szent András apostol tiszteletére szentelt római katolikus műemlék temploma az 1200-as években épült.
- A református templom 17. századi, 1787-ben barokk stílusban átépítették, mai formáját 1813-ban kapta, amikor klasszicista stílusban építették át. Az átépítések folytán barokk és reneszánsz elemek egyaránt megtalálhatók az épületben.
- A Rosner család kissároslaki kastélya 1894-ben épült, egy kisméretű angolpark közepén található. Az épületegyüttes jelenleg fogadóként üzemel.
- I. és II. világháborús emlékmű. A község lakossága és az önkormányzat 1991-ben állíttatta az emlékművet az I. és II. világháborúban a községből elesettek tiszteletére.
- Szent István szobor és Szent István park. A szobrot Marosits József szobrászművész készítette. Az önkormányzat 2000-ben a Millennium tiszteletére állította.

## Híres emberek
A községben született 1930. december 21-én Für Lajos történész, egyetemi tanár, honvédelmi miniszter. Mellszobrát 2014-ben avatták fel a településen.
- Itt született 1944. június 28-án Horváth Imre határőr alezredes, politikus (MSZP), országgyűlési képviselő.